# 앤티가 바부다의 재외공관 목록

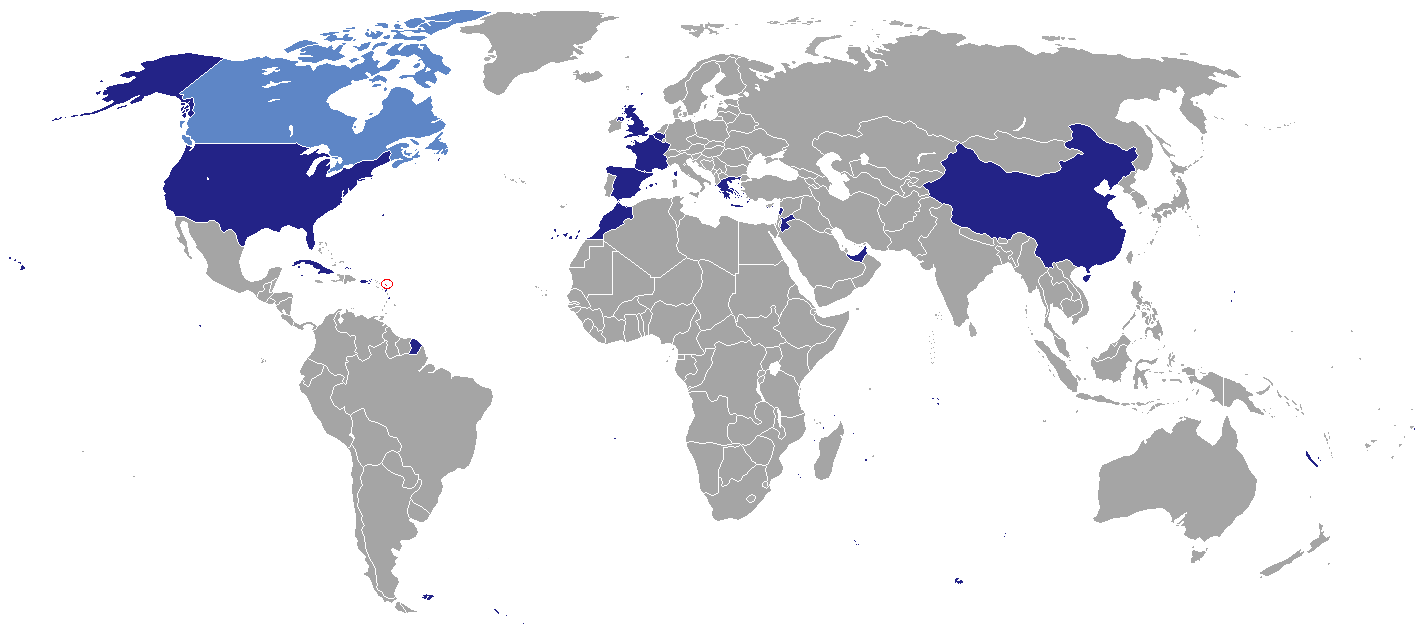
각 지역별로 설치된 앤티가 바부다 재외공관 목록:
앤티가 바부다
대사관 및 고등판무관 사무소
총영사관

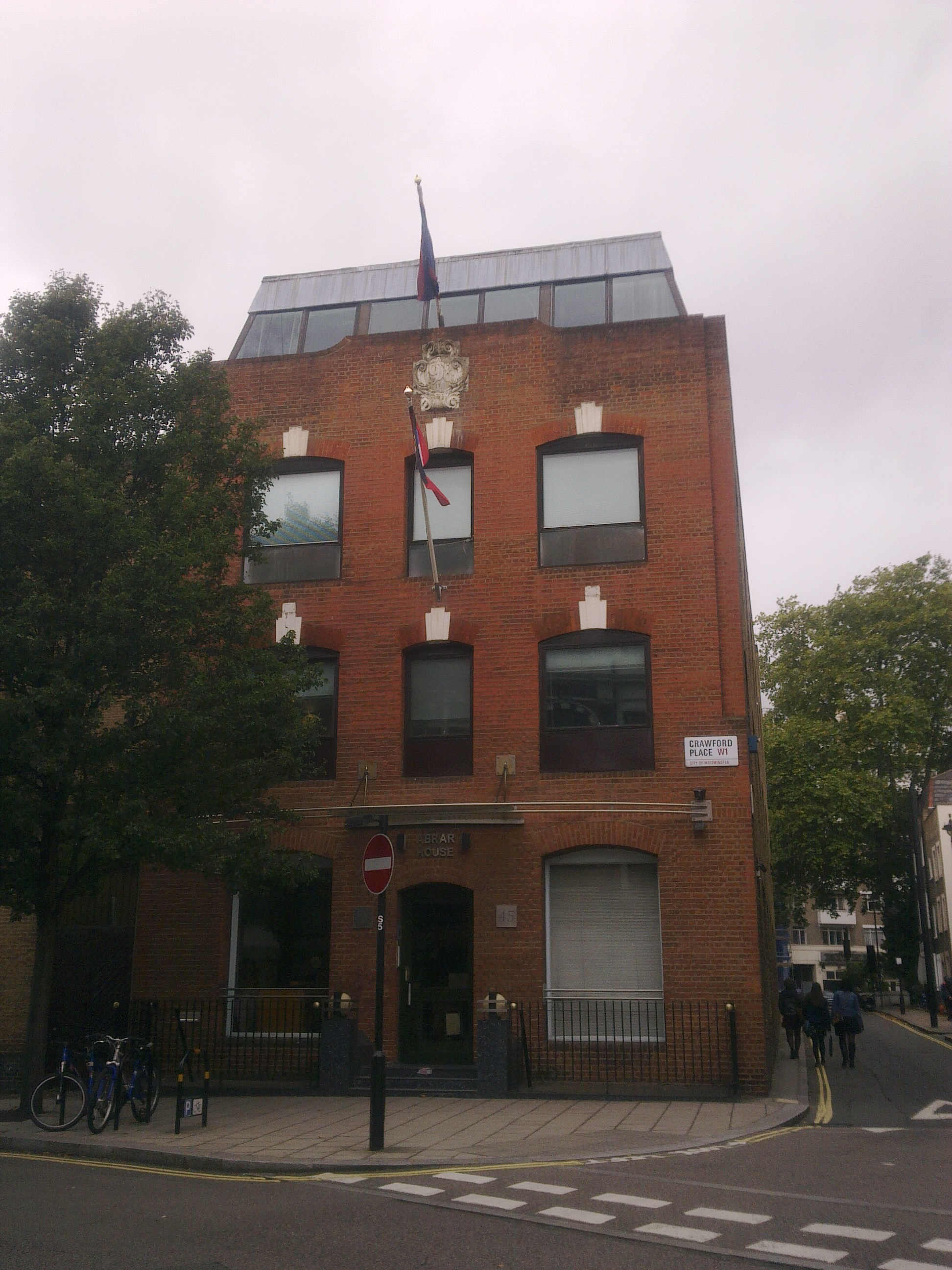
주영 앤티가 바부다 고등판무관 사무소

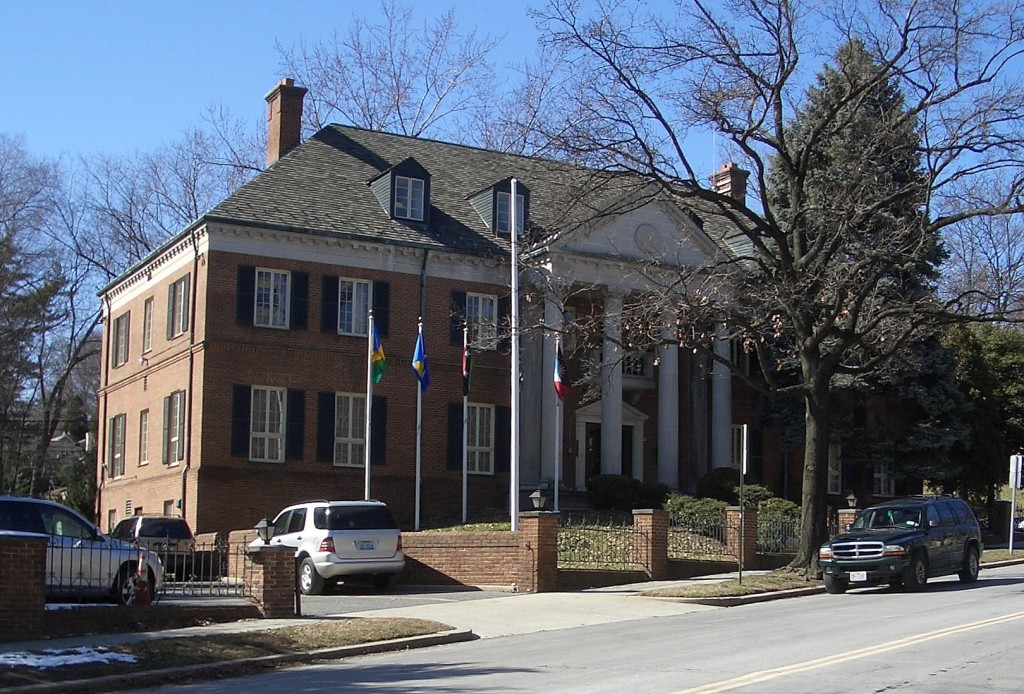
주미 앤티가 바부다 대사관

앤티가 바부다의 재외공관 목록은 앤티가 바부다 주재 대사관과 고등판무관 사무소를 각국에 상주시켜 놓는 것을 의미하며, 앤티가 바부다의 재외공관을 나열한 목록이다.

## 주요 설치국
- 캐나다 : 토론토 (총영사관)
- 미국 : 워싱턴 D.C. (대사관), 뉴욕·마이애미 (총영사관)
- 쿠바 : 아바나 (대사관)
- 영국 : 런던 (고등판무관 사무소)

## 대표부
- UN 앤티가 바부다 정부 대표부 : 뉴욕
- 미주 기구 앤티가 바부다 정부 대표부 : 워싱턴 D.C.